# DJ Head
 (février 2017).
Si vous disposez d'ouvrages ou d'articles de référence ou si vous connaissez des sites web de qualité traitant du thème abordé ici, merci de compléter l'article en donnant les références utiles à sa vérifiabilité et en les liant à la section « Notes et références ».
DJ Head est un musicien originaire de Détroit. Ancien collaborateur d'Eminem & D-12, il a notamment produit des morceaux pour Bizarre ou encore la version originale de Renegade (le duo Jay-Z/Eminem, initialement enregistré avec Royce da 5'9")